# Dipteris papilioniformis
Dipteris papilioniformis är en ormbunkeart som beskrevs av Kjellberg. Dipteris papilioniformis ingår i släktet Dipteris och familjen Dipteridaceae. Inga underarter finns listade.